# 포트맥머리 국제공항

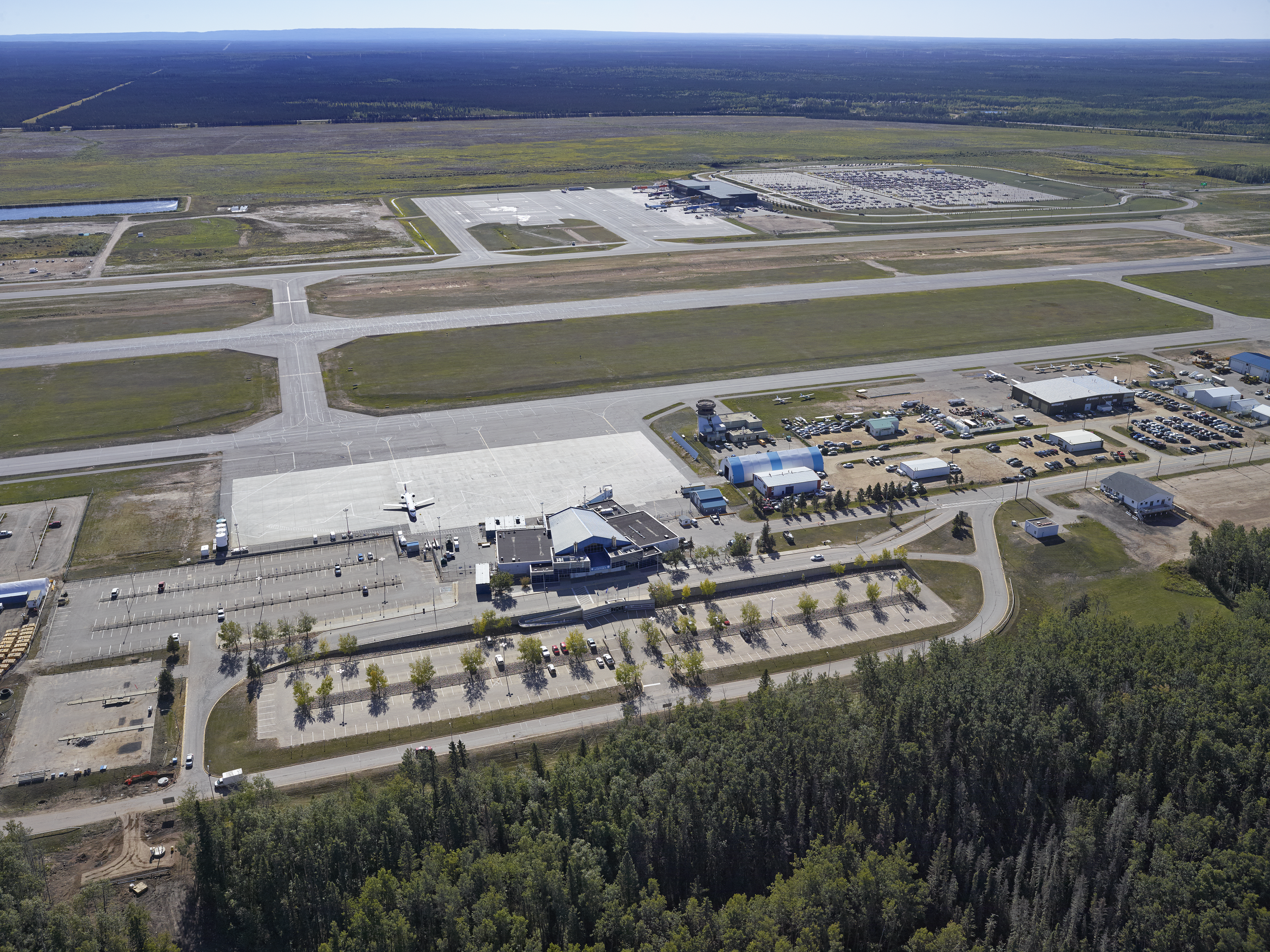

포트맥머리 국제공항(Fort McMurray International Airport, IATA: YMM, ICAO: CYMM)은 캐나다 앨버타주 포트맥머리에서 남동쪽으로 7해리(13킬로미터) 떨어진 지점에 위치한 공항이다. 이 고항은 앨버타주 북부에서 가장 큰 공항이다. 에어 캐나다, 웨스트제트 등을 통해 에드먼턴, 캘거리 등으로 향하는 항공편을 제공한다.
2014년 기준으로 이 공항을 이용한 승객 수는 1,308,416명으로, 캐나다에서 15번째로 분주한 공항이다.

## 통계
| 연도 | 승객      | % 변화 |
| ---- | --------- | ------ |
| 2010 | 714,659   | 보합   |
| 2011 | 763,708   | 6.8%   |
| 2012 | 958,072   | 25.4%  |
| 2013 | 1,195,437 | 24.7%  |
| 2014 | 1,308,416 | 9.4%   |
| 2015 | 1,099,663 | -16%   |
| 2016 | 744,798   | -32.3% |
| 2017 | 713,108   | -4.25% |
| 2018 | 639,923   | -10.3% |
| 2019 | 595,316   | -7.0%  |
| 2020 | 229,314   | -61.5% |